# Вучибаба (кряж)
Вучибаба — кряж у західній Болгарії, частина Відлича, між долиною ріки Нішава і правою її притокою Височиця (Комштиця,  Темська річка).
Вучибаба піднімається в західній частині Балканських гір. На північному сході  сідловиною висотою 1129 м з`єднується з Берковською горою, а на заході сідловиною висотою 992 м — з іншими частинами гори Відлич. Хребет кряжа є плоским, знелісенним, покритим пасовищами, над якими піднімаються окремі вершини. Його найвища точка - вершина Големі Дел (1362,9 м), розташована посередині пагорба. У всіх напрямках його схили круті, десь стрімки, з денівеляцією більше 500 м над оточуючими долинами.
Кряж переважно складається з юрських та тріасових карстових вапняків. Його довжина з заходу на схід становить близько 8 км, а ширина - близько 6 км.
У серединій частині пагорба лежить невелике село Равна, а в його передгір'ях — Годеч (на півдні) і села Ропот і Смолча (на заході), Комштиця і Губеш (на півночі).
На східній межі кряжа невелика річка Зли Дол (права притока Нішави) утворила чудову ущелину, довжиною близько 4 км, через яку проходить шосе від села Годеч до села Губеш, і яка мало відома серед туристів у Болгарії. 

## Топографічна карта
- Аркуш карти K-34-34. Масштаб: 1 : 100 000. (рос.) Зазначити дату випуску/стану місцевості.
- Аркуш карти K-34-35. Масштаб: 1 : 100 000. (рос.) Зазначити дату випуску/стану місцевості.